# نسمی
نِسمِی (به مجاری:  Neszmély) یک شهرداری در مجارستان است که در ناحیه تاتا واقع شده‌است، ۲۷٫۷۷ کیلومتر مربع مساحت و ۱٬۴۲۲ نفر جمعیت دارد.